# International Freedom of Expression Exchange
Pour l'Impulse Fire EXtinguisher, voir Ifex Technologies.
L’International Freedom of Expression Exchange (IFEX), fondé en 1992, est un réseau mondial de 71 organisations non gouvernementales qui promeut et défend la liberté d'expression.
Géré par Journalistes canadiens pour la liberté d'expression (CJFE), l’IFEX met en œuvre la puissance de diffusion de l’Internet pour échanger rapidement des informations et mobiliser des actions relatives aux atteintes à la liberté de la presse, la censure sur Internet, la législation sur la liberté de l’information, les lois sur la diffamation criminelle et les insultes, la concentration des médias et les attaques portées contre les journalistes, écrivains, les défenseurs des droits de l'homme et les utilisateurs d’Internet. Un Bureau de veille (Clearing House) à Toronto (Canada) coordonne les programmes et activités de l’IFEX.
Les adhésions à l’IFEX couvrent un large ensemble d’organisations qui œuvrent pour défendre les journalistes et le personnel des médias, des chercheurs et universitaires, des photographes et cadreurs, écrivains, cyberdissidents, éditeurs, dessinateurs de bande dessinée, des stations de radio communautaire et des bibliothèques.
Ses membres les plus connus incluent notamment :
- Association mondiale des journaux
- Association mondiale des radiodiffuseurs communautaires
- Comité pour la protection des journalistes
- Human Rights Watch
- La Fédération internationale des associations et institutions de bibliothèques (IFLA)
- PEN club
- Reporters sans frontières (RSF/RWB)
- Article 19
- Canadian Journalists for Free Expression (en)
- Ethiopian Free Press Journalists' Association (en) (EFJA)
- Freedom House
- Hong Kong Journalists Association (en) (HKJA)
- Le magazine Index on Censorship
- International Federation of Journalists (IFJ)
- International Press Institute] (IPI)
- Media Institute of Southern Africa (en) (MISA)
- PEN American Center (en).

L’IFEX est aussi une source importante d’informations pour nombre d'organisations intergouvernementales qui étudient et surveillent la liberté d’expression et autres droits de l’homme, y compris l’Organisation des Nations unies, le Conseil de l’Europe, l’Organisation pour la sécurité et la coopération en Europe, l’Union européenne, l’Organisation des États américains, la Commission africaine des droits de l'homme et des peuples et le Commonwealth des nations.

## Historique
In 1992, plusieurs organisations de financement et de développement ont reconnu le besoin d’une plus grande coopération parmi les groupes de défense de la liberté d’expression et ont fourni les premiers supports de lancement de l’IFEX. La Fondation Ford a fourni les fonds permettant d’organiser la première rencontre de l’IFEX à Montréal au Canada. La Fondation Joyce Mertz-Gilmore à New York a financé l’établissement du réseau d’alerte et d'actions de l’IFEX. L’UNESCO a fourni un support au travers de son Programme international pour le développement de la communication (IPDC), qui a permis l’étendre les liaisons de l’IFEX avec les pays en développement et de promouvoir l’action de l’IFEX pas son réseau.

## Réseau d’alerte et d’action
Une des composantes centrales de l’IFEX est son Réseau d’alerte et d’action (Action Alert Network ou AAN). Les organisations membres rapportent les abus à la liberté d’expression dans leur région ou zone géographique d’expertise vers le Bureau de veille qui, à son tour, fait circuler ces informations aux autres membres et organisations intéressées partout dans le monde. Ce système efficace permet aux membres de rester à l'abri des activités des contre-parties, de partager leurs informations et recherches, et de concentrer leurs énergies là où elles sont le plus nécessaires.
Fondamentalement, l’AAN permet aussi une réponse rapide, mondiale et coordonnée aux violations de la liberté de la presse et la liberté d’expression. Les Alertes d’action aide à concentrer l’attention internationale sur les responsables de violation des droits de l’homme. Ceci peut faire une différence significative car ceux qui violent les droits de l’homme comptent souvent sur la couverture du secret de tels actes.

## Communiqué de l'IFEX
L’IFEX publie également le Communiqué de l'IFEX (www.ifex.org), une lettre hebdomadaire qui rapporte les activités des membres de l’IFEX et les derniers développements sur la liberté d’expression partout dans le monde. Distribuée à des milliers d’abonnés dans plus de 150 pays, le Communiqué de l'IFEX souligne les sujets brulants et problèmes relatifs à la liberté d’expression y compris les lois anti-terrorisme, la sécurité des journalistes, la place des femmes dans les médias, la censure sur Internet, la concentration de médias et l’accès libre à l’information. La lettre d’actualité est publiée en anglais, français, espagnol. Elle est aussi relayée en russe (voir : http://www.ifex.cjes.ru/comm) et en arabe (voir : http://hrinfo.net/ifex).

## Programme de découverte et de développement
Une autre activité clé du Bureau de veille est son Programme de découverte et développement (Outreach and Development Programme). Basé sur la reconnaissance des disparités Nord-Sud actuelles, ce programme est conçu pour supporter et renforcer l’action des organisations sur la liberté d’expression dans les pays en développement, l’Europe orientale, et les pays de l’ancienne Union soviétique.
Les risques et obstacles subis par ceux qui tentent de démarrer des groupes d’expression libre dans des pays minés par les abus aux droits de l’homme ou par la censure peuvent être insurmontables, et l’IFEX leur donne des transfusions vitales d’informations, de resources financières et techniques, un support et une reconnaissance internationale.

## Site internet IFEX
Le site internet trilingue (anglais, français, espagnol) de l’IFEX (www.ifex.org) contient la plus grande archive de recherche en ligne d'informations sur les violations à la liberté d’expression, depuis sa création en 1995.

## Actions communes et campagnes
L’IFEX amène ses membres à se rassembler pour agir conjointement ou faire campagne sur les problèmes de liberté d’expression, en mobilisant les capacités et ressources collectives de 64 organisations partout dans le monde. Via l’IFEX, les membres lancent des actions internationales concertées pour aider à libérer des individus emprisonnés ou combattre des lois répressives (voir : http://www.ifex.org/en/content/view/full/67679).
L’IFEX facilite aussi les campagnes pour concentrer l’attention sur les violations de liberté d’expression dans despays ou régions spécifiques (voir : http://campaigns.ifex.org/fr).
Groupe de veille sur la Tunisie
Le Groupe de veille sur la Tunisie de l’IFEX, qui comprend 16 organisations membres, vise à accroître la sensibilisation internationale sur la censure et les violations des droits de l'homme en Tunisie.
Lancé à l’automne 2004, cette campagne vise à exercer des pressions sur le gouvernement tunisien afin d’améliorer son niveau de respect des droits de l’homme dans la période précédant la tenue du Sommet mondial sur la société d'information (SMSI) organisé par l’ONU) à Tunis en novembre 2005.
Ce groupe a produit un rapport de 60 pages, « Tunisie : la liberté d’expression assiégée » (Tunisia: Freedom of Expression Under Siege), qui documente les violations disséminées contre les journalistes indépendants, les défenseurs des droits de l’homme et les utilisateurs d’Internet qui critiquent le gouvernement. Le rapport est basé sur une mission d’étude et de recherche de faits menée en Tunisie en janvier 2005.